# 8 kobiet
8 kobiet (fr. 8 Femmes) – francuski film kryminalny z elementami musicalu, który powstał na podstawie sztuki Roberta Thomasa pod tym samym tytułem. Na ekranach kin zadebiutował w 2002.

## Fabuła
Akcja filmu toczy się zimą tuż przed świętami Bożego Narodzenia w latach 50. w dużej, wiejskiej posiadłości. Pan domu, bogaty przemysłowiec Marcel, zostaje znaleziony w sypialni ze sztyletem wbitym w klatkę piersiową. O zabójstwo podejrzane są powiązane z nim kobiety, które przebywają w domu: żona Gaby, siostra Pierrette, teściowa Mamy, szwagierka Augustine, córki: Suzon i Catherine oraz dwie służące: Louise i Chanel. Każda ma motyw, by zabić, ale i alibi. Wszystkie wzajemnie się oskarżają, nie ufając sobie nawzajem. Próba wskazania mordercy prowadzi do ujawnienia sekretów i prawdziwej natury każdej z kobiet. Wychodzi na jaw, że Gaby nigdy nie kochała męża, Augustine podkochiwała się w szwagrze, Mamy odmówiła zięciowi wsparcia finansowego, Louise miała romans z panem domu, Suzon jest w ciąży, a Pierrette była skonfliktowana z bratem i miała ukryty romans z Chanel.
Na koniec wychodzi na jaw, że Marcel upozorował własną śmierć, w czym pomogła mu Catherine. Poznawszy prawdziwe oblicza bliskich sobie kobiet, pan domu popełnia samobójstwo.
Każda z kobiet śpiewa w filmie jedną ze znanych francuskich piosenek we własnej aranżacji.

## Obsada
Spis sporządzono na podstawie materiału źródłowego.
- Danielle Darrieux – Mamy, matka Gaby i Augustine oraz teściowa Marcela
- Catherine Deneuve – Gaby, żona Marcela
- Isabelle Huppert – Augustine, szwagierka Marcela
- Fanny Ardant – Pierrette, siostra Marcela
- Ludivine Sagnier – Catherine, córka Gaby i Marcela
- Virginie Ledoyen – Suzon, córka Gaby i pasierbica Marcela
- Emmanuelle Béart – Louise, pokojówka i kochanka pana domu
- Firmine Richard – Chanel, służąca i kucharka
- Dominique Lamure – Marcel

## Produkcja
Reżyserem i głównym scenarzystą 8 kobiet został François Ozon, któremu w tworzeniu scenariusza pomagała Marina de Van. Główną inspiracją do nakręcenia filmu była sztuka teatralna Roberta Thomasa z 1961 o tym samym tytule. Twórcy inspirowali się także amerykańskimi melodramatami i musicalami z lat 50. oraz twórczością reżyserów, takich jak Rainer Werner Fassbinder, Luis Buñuel, George Cukor i François Truffaut.
Zdjęcia do filmu rozpoczęto w marcu 2001, zrealizowała je Jeanne Lapoirie. Za montaż odpowiadał Laurence Bawedin. Kierownikiem produkcji przy 8 kobietach był Arnaud de Moléron, film wyprodukowali Olivier Delbosc i Marc Missonnier. Muzykę do filmu skomponował Krishna Levy, za scenografię odpowiadał – Arnaud de Moleron, a za kostiumy – Pascaline Chavanne.

### Ścieżka dźwiękowa
1. „Papa t’es plus dans le coup” – Catherine
2. „Message personnel” – Augustine
3. „A quoi sert de vivre libre” – Pierrette
4. „Mon amour, mon ami” – Suzon
5. „Pour ne pas vivre seul” – Chanel
6. „Pile ou Face” – Louise
7. „Toi jamais” – Gaby
8. „Il n’y a pas d’amour heureux” – Mamy

## Odbiór
Film do października 2002 obejrzało ponad 2 mln widzów w Europie, Stanach Zjednoczonych i Kanadzie.

## Nagrody
- 2002 – Nagroda specjalna jury na 52. MFF w Berlinie dla François Ozon
- 2002 – Srebrny Niedźwiedź za wybitne osiągnięcie artystyczne na MFF w Berlinie dla zespołu aktorskiego (Emmanuelle Béart, Isabelle Huppert, Virginie Ledoyen, Catherine Deneuve, Danielle Darrieux, Fanny Ardant, Ludivine Sagnier i Firmine Richard)
- 2002 – Srebrny Niedźwiedź na MFF w Berlinie dla najbardziej obiecującej aktorki dla Ludivine Sagnier
- 2002 – Europejska Nagroda Filmowa dla najlepszej aktorki – zbiorowo dla: Emmanuelle Béart, Isabelle Huppert, Virginie Ledoyen, Catherine Deneuve, Danielle Darrieux, Fanny Ardant, Ludivine Sagnier i Firmine Richard

W 2002 film został wyselekcjonowany jako francuski kandydat do Oscara dla najlepszego filmu nieanglojęzycznego, ale ostatecznie nie uzyskał nominacji.